# 比约恩·埃默林
比约恩·埃默林（德語：Björn Emmerling，1975年11月16日—），德国男子曲棍球运动员。他曾代表德国参加1996年、2000年和2004年夏季奥林匹克运动会曲棍球比赛，其中2004年奥运会获得一枚铜牌。